# Tricyrtis maculata
Tricyrtis maculata là một loài thực vật có hoa trong họ Măng tây. Loài này được (D.Don) J.F.Macbr. miêu tả khoa học đầu tiên năm 1918.

## Hình ảnh

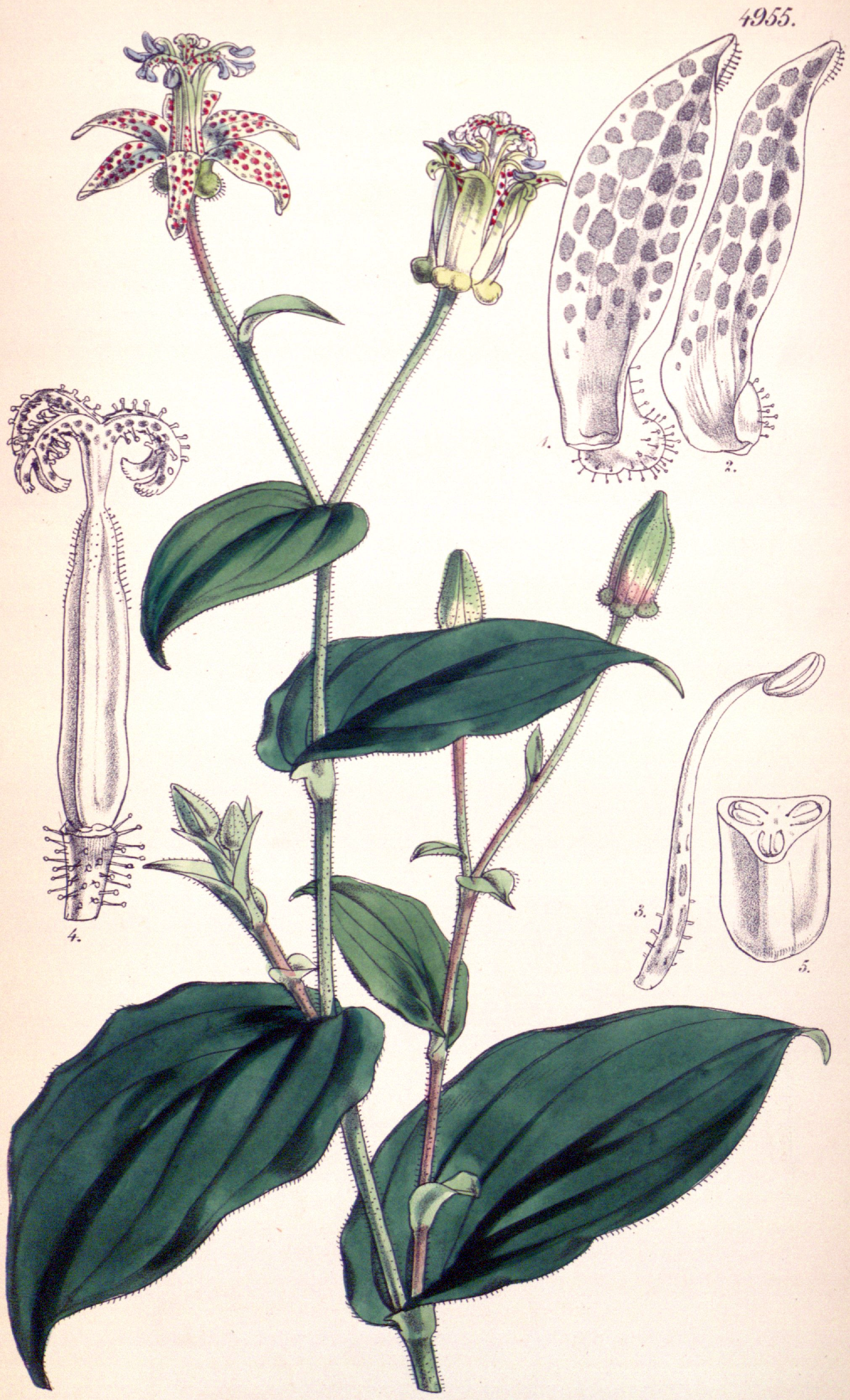